# تفاح نهري
تفاح نهري (الاسم العلمي: Malus rivularis) هي نوع نباتي يتبع جنس التفاح من الفصيلة الوردية.  